# El Binomio de Oro (álbum)
El Binomio de Oro es el primer álbum de estudio del El Binomio de Oro, publicado el 15 de septiembre de 1976 con la casa disquera Codiscos de Medellín. Varias de sus canciones fueron éxito en Venezuela, Panamá, México, Estados Unidos y Costa Rica.
Fue el primer larga duración del cantante Rafael Orozco y el acordeonero Israel Romero juntos como el Binomio de Oro.
De esta producción musical se popularizaron los temas La Creciente, La gustadera y Momentos de amor.

## Arreglos musicales y producción
El primer disco se dio con el diseño de Margarita Rosa, la producción creativa de Gildardo Montoya, los arreglos musicales de Gabriel Alzate y la producción general de Rafael Mejía.

## Canciones
1. La creciente (Hernando Marín) 3:00
2. Bonito el amor (Juan Vanegas) 4:21
3. Seguiré penando (Leandro Díaz) 3:18
4. El rey (Rafael Martínez) 3:41
5. Cosas bonitas (Sergio Moya Molina) 3:24
6. Eterno enamorado (Edilberto Daza) 3:24
7. El pataleo (Lázaro Alfonso Cotes "Poncho Cotes Jr.") 4:07
8. Momentos de amor (Fernando Meneses Romero) 3:50
9. Rebeca (José Vicente Muniver) 2:43
10. La gustadera (Alberto "Beto" Murgas) 3:08

## Filmografía
Algunos temas del álbum El Binomio de Oro fueron parte de la banda sonora de la serie biográfica sobre Rafael Orozco, Rafael Orozco, el ídolo, y fueron interpretadas por el actor protagonista y exvocalista del Binomio de Oro, Alejandro Palacio.